# أرتور سفينسون
أرتور سفينسون (بالسويدية: Artur Svensson)‏ هو منافس ألعاب قوى سويدي، ولد في 16 يناير 1901 في Finspång ‏ في السويد، وتوفي بنفس المكان في 20 يناير 1984.

## وصلات خارجية
- أرتور سفينسون على موقع أوليمبيديا (الإنجليزية)
- أرتور سفينسون على موقع اللجنة الأولمبية السويدية (السويدية)